# Paranaleptes giraffa
Paranaleptes giraffa là một loài bọ cánh cứng trong họ Cerambycidae.